# Anote Tong
Anote Tong (en chino, 湯安諾; pinyin: Tāng Ānnuò) (11 de junio de 1952, Isla Fanning, Islas Gilbert y Ellice) fue el presidente de Kiribati entre 2003 y 2016. 
Ganó las elecciones en julio del 2003 por una corta cantidad de votos (obtuvo 47.4%) frente a su hermano, Dr. Harry Tong (43.5%) y el abogado privado Banuera Berina (9.1%). Las elecciones fueron objeto de reclamo por parte de la oposición, quien alegó fraude electoral pero la Alta Corte de Tarawa confirmó que no existió fraude alguno.
Tong es hijo de un emigrante chino que se asentó en las islas Gilbert luego de la Segunda Guerra Mundial y de una mujer de las islas Gilbert. Se graduó de la Escuela de Economía de Londres.
Durante la campaña, prometió revisar el contrato de arrendamiento de una base de rastreo de satélites y espía utilizada por la China y "tomar las acciones apropiadas en el momento adecuado". El 7 de noviembre estableció relaciones con Taiwán, lo que llevó a China a romper relaciones y desalojar la base referida casi un mes después.
Tong está casado con una mujer natural de Kiribati llamada Meme, con la cual tiene 7 hijos. 
| Predecesor: Tion Otang | Presidente de Kiribati 2003-2016 | Sucesor: Taneti Mamau |

- Datos: Q57456
- Multimedia: Anote Tong / Q57456